# ترامواي البليدة
ترامواي البليدة (بالإنجليزية: Blida Tramway)‏ هو جزء من برنامج الإستثمار المُسطر من طرف الدولة لجعل النقل الحضري مواكبًا للعصر، وعلى غرار العديد من مدن الجزائر، أطلقت مؤسسة مترو الجزائر دراسة جدوى لإدراج الترامواي كوسيلة نقل حضرية بولاية البليدة.

## الدراسة
دراسة جدوى «ترامواي البليدة» أُسندت إلى مكتب دراسات جزائري فرنسـي. سمحت بتحديد نموذج الخط الأول لـ«ترامواي البليدة» المتكون من خطِّ رئيسي وخطين فرعيين بشكل متفرع من أجل إمكانية خدمة الأحياء المكتظة بالسكان، وكذا الاستجابة للطلب المتزايد على النقل في ولاية البليدة والاستعمال الأمثل للكفاءات الهيكلية لخط الـ«ترامواي». الخط الرئيسي يربط الجامعة 2 في نواحي أولاد يعيش بحي دريوش في وسط مدينة البليدة، والجزء الأول للخط الفرعي يربطُ الملعب مصطفى تشاكر بمحطة نقل المسافرين في نواحي بن مقدم، أما الجزء الثاني للخط الفرعي فيربط ساحة الحرية بمستشفى «فرانس فانون» مرورًا بمحطة نقل المسافرين.
الخط الأول لترامواي البليدة يمتد على طول 18.9 كيلومترًا و 27 محطة و 5 أقطابِ تبادل، وتم الكشف عن خصائص أخرى من خلال الدراسة مثل:
- المسافة بين المحطات تقدر بـ 731 مترًا.
- وقت الرحلة 43.7 دقيقة.
- السرعة التجارية 21.4 كيلومترًا في الساعة.
- مدة التردد بين القاطرات 5 دقائق.
- استغلال هذا الخط يكون بـ39 قاطرة تتسع كل منها لـ330 شخص، ويُقدَّر طول كل قاطرة ب45 مترًا ويُقدَّر عرضها بـ2.65 مترًا.